# Sphenomorphus simus
Sphenomorphus simus este o specie de șopârle din genul Sphenomorphus, familia Scincidae, descrisă de Sauvage 1879. Conform Catalogue of Life specia Sphenomorphus simus nu are subspecii cunoscute.